# Майская ночь (опера)
Майская ночь — опера Николая Римского-Корсакова в 3 действиях, на собственное либретто, по мотивам одноимённой повести Н. В. Гоголя.

## История создания
По словам Римского-Корсакова, «Вечера на хуторе близ Диканьки» Гоголя (1831—1832) с детства были его любимой книгой, а «Майская ночь» нравилась ему больше других повестей. Мысль использовать её сюжет для оперы была подсказана летом 1872 года будущей женой, которой опера и была впоследствии посвящена. Работа началась летом 1877 года на даче в Лигове под Петербургом. Композитор написал план и либретто «Майской ночи», «держась в точности сюжета Гоголя и поскольку возможно сохраняя его разговорный текст, имеющийся в изобилии
в его повести».
Премьера «Майской ночи» состоялась 9 (21) января 1880 года на сцене Мариинского театра в Петербурге. Главные партии исполняли: Левко — П. Лодий, Ганна — М. Славина, Голова — Ф. Стравинский, Панночка — Ф. Велинская, Каленик — И. Мельников. Дирижировал Э. Направник.
Затем опера была поставлена другими театрами России, а также за границей (Франкфурт, Прага). В спектаклях принимали участие выдающиеся артисты. В московском театре частной оперы Мамонтова партию Панночки исполняла Н. Забела-Врубель, Головы — Ф. Шаляпин; дирижировал С. Рахманинов. В Большом театре незабываемый образ Левко создал Л. Собинов, позднее в партиях Ганны и Левко выступали М. Максакова и С. Лемешев.] — копивио: полностью, без изменений, перенесена из: ФЭБ. Римский-Корсаков. «Майская ночь: Опера в 3 д., 4 карт.: По повести Н. В. Гоголя / Музыка Н. А. Римского-Корсакова; [Ред. и предисл.] А. Величко. — М.: Гос. муз. изд-во, 1959. — 86 с. — (Оперные либретто)»http://feb-web.ru/feb/gogol/music/composers/rimsry-korsakov/nots/may-night/lmn-001-.htm?cmd=p. В сносках этот источник не указан.

## Действующие лица
- Голова — бас
- Левко — тенор
- Ганна — меццо-сопрано
- Каленик — баритон или высокий бас
- Писарь — бас
- Винокур — тенор
- Свояченица — контральто
- Панночка — сопрано
- 1-я русалка (наседка) — меццо-сопрано
- 2-я русалка (ворон) — меццо-сопрано
- 3-я русалка (мачеха) — меццо-сопрано

Парубки, девушки, десятские и русалки

## Краткое содержание
Действие происходит в Малороссии, близ Диканьки, на Троицкой или Русальной неделе в начале XIX века.

### Действие 1
Свидание Левко, сына деревенского Головы, с Ганной.
По просьбе любимой Левко рассказывает историю, связанную со здешними местами: жена покойного сотника — ведьма — извела его дочь. Не выдержав обид, Панночка бросилась в озеро и обернулась русалкой. вслед за ней превратилась в русалку и её мачеха. До сих пор гадает Панночка, кто из её подруг — ведьма.
Пьяный Каленик разыскивает дорогу домой. Девушки показывают ему на дом Головы.
Голова против женитьбы сына на Ганне, он сам не прочь поухаживать за ней. Левко, услышав любовные излияния Головы, решает проучить старого волокиту.

### Действие 2
Голова и Свояченица беседуют с Винокуром. Появляется Каленик. Не обращая внимания на хозяев, он устраивается на покой. Кто-то разбивает окошко, и до слуха Головы доносятся обидные слова песни. Голова выскакивает из хаты и, возвращаясь, тащит за собой виновника — переодетого Левко.
Погасла лампа, и злоумышленника в темноте запирают в чулан.
Писарь сообщает, что им схвачен и посажен в казённую хату зачинщик переполоха. Голова не верит. Открывают чулан, и … обнаруживают там Свояченицу.

### Действие 3

#### Картина 1
Писарь, Винокур и Голова с десятскими у казённой хаты. Их взорам предстаёт Свояченица. Лишь после того как она осеняет себя крестом, казаки верят, что она не сатана.

#### Картина 2
Левко у озера.
Появляются русалки. Они затеяли игру в «ворона». Левко по просьбе Панночки угадывает мачеху. Русалки увлекают с собой на дно ведьму, а Панночка передаёт Левко записку и исчезает.
Левко с запиской в руке просыпается. Голова, Писарь и Винокур, признав в Левко виновника вчерашнего переполоха, пытаются его связать. К удивлению присутствующих, в записке, найденной у Левко, комиссаровой рукой Голове отдаётся приказ: немедленно сыграть свадьбу Левко и Ганны.

## Записи

### Аудиозаписи
| Год  | Организация                                  | Дирижёр           | Солисты | Лейбл звукозаписи и каталожный номер             | Примечания      |
| ---- | -------------------------------------------- | ----------------- | --- | ------------------------------------------------ | --------------- |
| 1946 | Хор и оркестр Московского радио              | Николай Голованов | Голова — Сергей Красовский, Левко — Пётр Малютенко, Ганна — Мария Максакова, свояченница — Елизавета Антонова, писарь — Георгий Абрамов, винокур — Сергей Стрельцов, Каленик — Даниил Демьянов, Панночка — Елизавета Шумская, Ворон — Зара Долуханова, Наседка — Г. Павлова, мачеха — Лидия Хананина                  | Мелодия М10-38229-34 (1975 г.)                   |                 |
| 1948 | Хор и оркестр Большого театра                | Василий Небольсин | Голова — Сергей Красовский, Левко — Сергей Лемешев, Ганна — Вероника Борисенко, свояченница — Евгения Вербицкая, писарь — Всеволод Тютюнник, винокур — Вениамин Шевцов, Каленик — Павел Воловов, Панночка — Ирина Масленникова, Наседка — Надежда Клягина, Ворон — Елена Грибова, мачеха — Ольга Инсарова             | Д 0592-7 (1952 г.); Д 05404-9 (1959 г.)          |                 |
| 1973 | Хор и оркестр Всесоюзного радио              | Владимир Федосеев | Голова — Алексей Кривченя, Левко — Константин Лисовский, Ганна — Людмила Сапегина, свояченница — Анна Матюшина, писарь — Геннадий Троицкий, винокур — Юрий Ельников, Каленик — Иван Будрин, Панночка — Ольга Пастушенко                                                                                               | Мелодия С-04587-92                               | MEL CD 10 01840 |
| 1994 | Хор и Симфонический оркестр Кёльнского радио | Александр Лазарев | Голова — Владимир Маторин, Левко — Владимир Богачёв, Ганна — Татьяна Ерастова, свояченница — Галина Борисова, писарь — Максим Михайлов II, винокур — Владимир Кудряшов, Каленик — Михаил Крутиков, Панночка — Елена Брилова, Наседка — Андреа Вайгт, Ворон — Мария Цеделус (Maria Zedelus), мачеха — Габриэле Хенкель | Capriccio 10 792/93 (1997 г.)                    |                 |
| 1994 | Русский хор имени А. В. Свешникова           | Андрей Чистяков   | Голова — Вячеслав Почапский, Левко — Виталий Таращенко, Ганна — Наталья Ерасова, свояченница — Елена Околышева, писарь — Петр Глубокий, винокур — Александр Архипов, Панночка — Марина Лапина | Le Chant du Monde «Saison Russe» RUS 288 103/104 |                 |
| 2001 | Teatro Comunale di Bologna                   | Владимир Юровский | Голова — Максим Михайлов II, Левко — Сергей Кунаев, Ганна — Агата Беньковска, свояченница — София Аксенова, писарь — Александр Телига, винокур — Вячеслав Войнаровский, Каленик — Филиппо Мораче, Панночка — Светла Васильева, Наседка — Эрмонела Яхо, Ворон — Елена Бельфьоре, мачеха — Моника Минарелли             | House of Opera CD 804 (2002 г.)                  |                 |

Источники: , 

### Видеозапись
| Год  | Организация | Дирижёр | Солисты | Производитель | Примечания           |
| ---- | ----------- | ------- | ------- | ------------- | -------------------- |
| 1972 |             |         |         | ТО Экран      | (недоступная ссылка) |